# 創世十三祖
元祖十三金刚（The Original Thirteen Transformers）是《變形金剛》系列作品中登場的虛擬團體。在大多數的設定中，元祖十三金剛是變形金剛的創造者─光之神元始天尊(Primus)將自己鎖入一個行星、改造成賽博坦星之後，所製造出來的第一批變形金剛，以對抗與之對立的邪神─尤尼克隆(Unicron)。不過隨著不同作品的設定，創世十三組的成員甚至人數都有所變動。

## 成員
在各種不同的作品中，這些成員的名單是不固定的，有角色可能會其中一個版本會是創世十三組之一、在另外一些版本卻不是。
- 普萊瑪/先覺天

在元始天尊將不知名的小行星改造成為塞博坦星之後，第一個從祂肉身上站起來的變形金剛，也是第一個持有原能矩陣的人。持有能夠毀滅一個星系的神劍「星辰剑」。在大部分版本中都包含此成員。普萊瑪在2025年的產線「Age Of The Primes」獲得一個巡弋戰將級別（Voyager Class）的新模具玩具，由馬克·馬赫（Mark Maher）和大西裕彌（大西裕弥）一起設計。
- 马克西莫大帝/骨裂（Liege Maximo "Skullgrin" Prime）

本名不詳。
絕對之惡。在漫威世界觀裡面，將被遺忘的「自我分裂繁殖」能力教導給族人。而威震天就是從他身上分裂出來的。在擎天柱與威震天於地球沉睡期間，马克西莫大帝帶領了一批霸天虎離開塞博坦，到其他星系開拓，成立了賽博坦帝國。
- 密卡托納斯至尊/震天尊/爆弹（Megatronus "Bomb-Burst" Prime）

因為是被創造來監控宇宙的失序現象，所以能夠是製造混亂，包括了人與人之間的矛盾、紛爭、戰亂。結果因為他自己本身的能力與宇宙大帝有相似之處，進而背棄同胞，加入了邪神的勢力，被人稱為墮落金剛（The Fallen）。在麥可貝版本的真人電影中，至尊有七位而不是十三位，他依然擔任墮落者的角色。
- 引天行/貝可達/漢克（Vector "Metalhawk" Prime）

時間與空間的監視者。持有能夠打開空間之門的神劍「时空之剑」。
最早於《銀河之力》中登場，東森幼幼台直接音譯為「別克普萊姆」，並且在該作品中擔任主要角色之一。另外，在銀河之力中，僅有他具有「Prime」的頭銜，其餘的領袖角色─包括柯博文─的頭銜均是「Convoy」。
- 合和至尊/经天纬

負責守護高精純能源。被引天行與钛师傅切割成五個人，散佈於不同的平行世界以安全的藏匿星辰剑的碎片。
曾在鏡面世界將遭人謀殺的威震天復活成為惊破天。
原本的商品名稱為。在2018年的動畫系列中《變形金剛：Cyberverse》中，其陵寢曾經被鋼鎖和雅希「造訪」過。
- 索拉斯至尊/赛天骄/八爪鱼（Solus "Octopunch" Prime）

第一個女性金剛，女性武器匠。持有神器「天驕之槌」。
- 锐天骁

第一位非持有載具模式(Vehcle Mode)而是野獸模式(Beast Mode)為的變形金剛，可以說是野獸金剛的始祖。
獸型金剛，持有神器「三觀面具」。
- 撷天萃/水贼（Alchemist "Submarauder" Prime）

鍊金術士。在某些作品裡化名為「麥卡丹」(Maccadam)並開設了賽博坦上、供賽博坦人痛飲的地方─麥卡丹油吧(Maccadam's)。
- 幻天灵

幻化者，能自由變換外型。持有神器「變形齒輪」。
- 微米/微天星/豪雨（Micronus "Cloudburst" Prime）

第一個迷你金剛，菩薩心腸。其戲份較多的作品是在2015年的動畫《變形金剛：領袖的挑戰》中，在柯博文復活前、作為他的導師。
- 坤特斯至尊/五面至尊/無常天/雷震（Quintus "Bludgeon" Prime）

長有觸手的思想家，五面怪的創造者。在2023年的動畫《變形金剛：地球火種》中具有較重要的戲份，他的聖物「餘燼礦石」(Amber stone)創造出了新生的地球金剛和混沌地球金剛，而他在更早之前的造物─昆特紗人則做為該作第三季的主要反派，而他的泰坦特拉托娜絲（Terratronus）在地球守護餘燼礦石數百萬年、直到被喚醒。
- 钛师父/阿法特利昂/钛师傅/地雷（Alpha Trion "Landmine" Prime）

在《變形金剛》卡通裡面為一名工程師，之後成為反抗統治賽博坦星球的五面怪的革命家，為擎天柱的前任汽车人領導者。
孩之寶於2011年將钛师傅納入《至尊系列》版創世十三祖的成員。
- 第十三位

本名不詳，因世界觀不同而有所變動，在《變形金剛：領袖之證》裡，柯博文其實就是第十三位。

## 《至尊時代》（Age of the Primes）
孩之寶在2025年推出新的玩具產線至尊時代作為承接先前的傳承（Legacy）玩具產線的替代。該玩具產現在故事以創世十三祖為主軸，並公布了更新版本的名單，十三位至尊也都各別獲得自己的玩具。由於這些至尊角色在大部分的故事中都不太常是主要角色，因此這一次的產線可以說是許多至尊角色第一次獲得自己的、而非來自其他角色的模具改模或重塗的實體玩具。
- 先覺天（Prima Prime）

在2025年推出，其造型以銀白色為主，變形為一輛賽博坦卡車，玩具為巡弋戰將級，其配件包括星辰劍（Star Saber），由孩之寶設計師馬克‧赫爾（Mark Maher）和多美設計師大西裕彌（大西裕弥）共同設計。
- 賽天嬌（Solus Prime）

在2025年推出，其造型大致上相當接近其在2015年的《天元戰爭》（Prime Wars）中的造型，以紫色和粉色為主，變形為一輛紫色的賽博坦卡車。玩具為豪華戰將（Deluxe Class）級別，配件包括天嬌之錘（ Forge of Solus Prime），由孩之寶設計師馬克‧赫爾和多美設計師大西裕彌共同設計。
- 密卡托納斯（Megatronus Prime）

在2025年推出，其造型以Dreamwave漫畫中的版本為主，全身為黑色和紫色，並有多處燃燒著火焰，變形成一輛賽博坦坦克。玩具為無敵戰將（Leader Class）級別，配件包括鎮魂曲爆彈槍（Requiem Blaster）、火種融合矛（Spark Fuser）等等，由孩之寶設計師馬克‧赫爾和多美設計師大西裕彌共同設計。
- 銳天驍（Onyx Prime）

預計在2025年推出，玩具為無敵戰將級別。
- 星辰柯博文（Star Optimus Prime）

在2025年推出，該角色主要出自於《變形金剛：柯博文的復活》中，其皂性也和該作中的造型和先前版本的玩具高度吻合。玩具為泰坦（Titan Class）級，具有巨型機器人、武裝卡車、戰鬥基地三種模式，配件相當多樣，包括MT-13拖車，索迪亞克能量球、領袖矩陣和一個小尺寸的羅德等等，由孩之寶設計師馬克‧赫爾和多美設計師梅金周平（梅津周平）共同設計。
本產線也是首度將該角色納為十三至尊的陣容之一，也是首次有泰坦金剛的角色成為至尊，也是第一次柯博文真的被納入十三至尊的陣容中。
- 引天行（Vector Prime）

據稱引天行將是本次產線中、唯一一個不會獲得新的模具的至尊角色，其玩具會使用先前傳承產線的模具，該模具則是更早的玩具哲哈薩斯（Jhiaxus）的重塗改磨。其外觀大致上來自其在《變形金剛：銀河之力》作品中的外觀，尺寸為巡弋戰將級別，配件包括向量之劍（はベクターソード），由孩之寶設計師馬克‧赫爾和多美設計師大西裕彌共同設計。
- 鈦師傅（Alpha Trion）
- 微天星（Micronus Prime）
- 擷天萃（Alchemist Prime）
- 經天緯（Nexus Prime）
- 幻天靈（Amalgamous Prime）
- 無常天（Quintus Prime）
- 馬克西莫大君（Liege Maximo）

其造型和先前IDW出版社世界觀的版本不太相同，而是採取了更接近他在漫威漫畫中的形象。

## 外部連結
- Thirteen original Transformers（Teletraan-1 Transformers Wiki【英文】） （页面存档备份，存于）